# Brikama Forest Park
Der Brikama Forest Park ist ein Waldgebiet im westafrikanischen Staat Gambia.

## Topographie
Das 356 Hektar große Waldgebiet liegt in der Lower River Region im Distrikt Kiang West und wurde wie die anderen Forest Parks in Gambia zum 1. Januar 1954 eingerichtet. Das rund 1800 Meter lange, ungefähr 2000 Meter breite Gebiet liegt auf der westlichen Seite der South Bank Road, Gambias wichtigster Fernstraße, rund 34 Kilometer östlich von dem Ort Soma und auch 44 Kilometer westlich von Bwiam entfernt.
Ganz in der Nähe, nördlich des Brikama Forest Parks, befindet sich der 1987 eingerichtete Kiang West National Park.